# Avalanche de 1917 à Valmanya

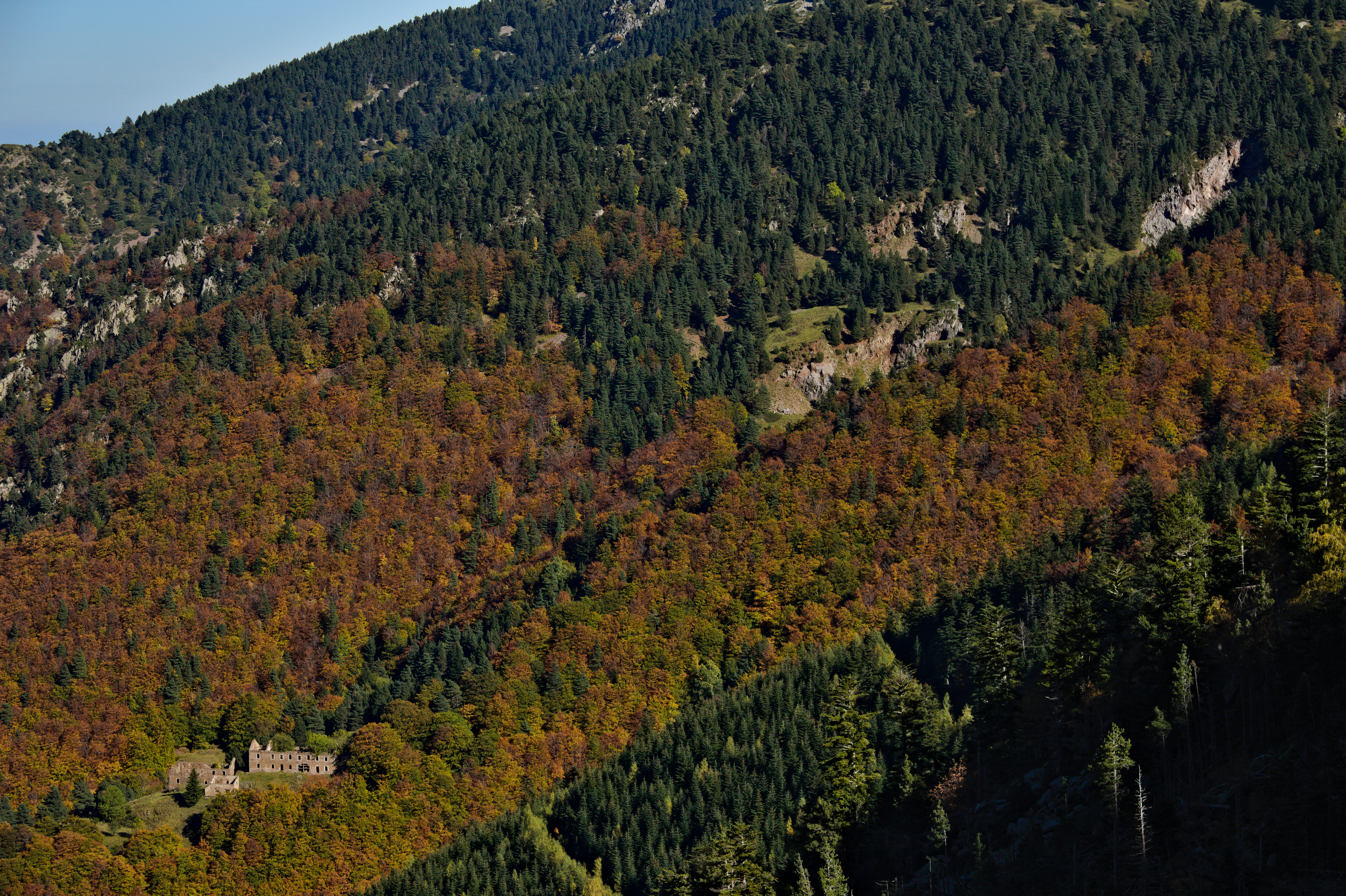
Le site de La Pinosa.

L'avalanche de 1917 à Valmanya est une avalanche survenue le 10 février 1917 au lieu-dit La Roca Gelera, sur le site des mines de la Pinosa, dans la commune française de Valmanya. La catastrophe fait douze morts.

## Description
Les 10 et 11 février 1917, deux avalanches frappent un bâtiment des mines au lieu-dit Roca Gelera (Roque Jalère). La première détruit le bâtiment, tuant les douze personnes situées à l'intérieur, et recouvre le site d'une épaisseur de 10 m de neige sur une zone de 100 à 150 m de large.

## Victimes
Les douze personnes sur place sont mortes.